# Gustave Cotteau
Gustave Cotteau, född 1818 i Auxerre, död där 1894, var en fransk paleontolog. 
Efter slutade juridiska studier blev han 1846 domare i sin fädernestad samt innehade sedermera samma ämbete i flera av Frankrikes städer. Cotteau var under mer än ett decennium den ende, som sysslade med fossila sjöborrar, och han blev på detta område en erkänd auktoritet. Resultaten av hans arbete finna i en mängd uppsatser och monografier; särskild omnämnande förtjänar hans arbete om echiniderna, i "Paléontologie francaise".